# Unterseeboot U-92 (1917)
Pour les autres navires du même nom, voir Unterseeboot 92.
L'Unterseeboot U-92 est l’un des 329 sous-marins servant dans la marine impériale allemande pendant la Première Guerre mondiale. Il a participé à la guerre navale et a pris part à la première bataille de l'Atlantique.
La construction de l'U-92 est commandée, en août 1915, au chantier naval Kaiserliche Werft Danzig. Sa quille est posée et il est lancé en octobre 1917. Il est coulé par une mine le 9 septembre 1918.

## Conception
Les sous-marins de type U 87 ont été précédés par les sous-marins de type U 81, plus courts. L'U-92 avait un déplacement de 757 tonnes en surface et 998 tonnes en immersion. Le navire avait une longueur hors tout de 65,80 m, et 50,07 m pour la coque sous pression, un maître-bau de 6,20 m, une hauteur de 9,35 m et un tirant d'eau de 3,88 m. Le sous-marin était propulsé par deux moteurs de 2400 ch (1800 kW) en surface et par deux moteurs de 1200 ch (880 kW) en immersion. Il avait deux arbres d'hélice. Il était capable de fonctionner jusqu’à une profondeur de 50 mètres.
La vitesse maximale du sous-marin était de 15,6 nœuds (28,9 km/h) en surface et de 8,6 nœuds (15,9 km/h) en immersion. Il pouvait parcourir 11380 milles marins (21080 km) à 8 nœuds (15 km/h) en surface et 56 milles marins (104 km) à 5 nœuds (9,3 km/h) en immersion. L'U-92 était armé de quatre tubes lance-torpilles de 50 centimètres, deux à l’avant et deux à l’arrière, de dix à douze torpilles et d’un canon de pont de 10,5 cm SK L/45. Il avait un équipage de trente-six hommes : trente-deux matelots et quatre officiers.

## Opérations
Après des essais d'acceptation à Dantzig (où il a été détecté pour la première fois par la Room 40, qui a suivi et enregistré tous ses mouvements ultérieurs), sous le commandement du Kapitänleutnant Bieler, l'U-92 rejoint l’école de Kiel le 2 novembre 1917 et part fin décembre 1917 pour la mer du Nord, où il est rattaché à la 3e flottille à Wilhelmshaven. Toutes ses opérations de combat ont eu lieu en 1918.

### Première patrouille
L'U-92 a effectué sa première patrouille le 1er janvier 1918, passant par la baie de Heligoland et autour de l’Écosse jusqu’au nord du golfe de Gascogne, mais n’enregistrant aucune victoire. Il est revenu à Wilhelmshaven le 30 janvier.

### Deuxième patrouille
Sa deuxième patrouille a commencé le 24 février. Alors qu’il était en transit par le canal de Kiel et la mer Baltique, il a été réaffecté à une station située au sud-ouest de l’Irlande en raison de la présence de nombreuses mines dans la mer du Nord. Encore une fois, il n’a remporté aucune victoire, mais il était dans les environs de Skagen Odde au moment où le raider SMS Wolf a fait une prise, le Igotz Mendi, qu’il a retenu pendant deux jours. Il a également torpillé le vapeur de 7034 tonnes British Princess, tuant un marin britannique et infligeant au navire des dommages, mais pas suffisamment graves pour empêcher sa victime d’atteindre le port. L'U-92 est retourné à Kiel le 23 mars.

### Troisième patrouille
Après un carénage, l'U-92 a débuté sa troisième patrouille le 24 avril. Il est de nouveau affecté à la station du sud-ouest de l’Irlande, via le canal de Kiel, la mer Baltique, le Danemark, l’Écosse et Fair Isle. Au cours de cette longue patrouille, dont il est revenu à Wilhelmshaven vers le 28 mai (la date exacte n’était pas connue de la Room 40), il a été attaqué trois fois par des forces anti-sous-marines ennemies, et une fois de plus par un hydravion de patrouille maritime. Il n’a de nouveau obtenu aucune victoire. À son retour, après sa troisième patrouille infructueuse consécutive et conformément à la pratique habituelle pour les capitaines sans succès, le Kapitänleutnant Bieler a été relevé de son commandement.

### Quatrième patrouille
L'U-92 est retourné le 29 juin à sa station d’Irlande pour sa quatrième patrouille, désormais sous le commandement du Kapitänleutnant Günther Ehrlich. Au cours du deuxième jour, il a attaqué le sous-marin HMS E42 avec deux torpilles au sud du Dogger Bank, sans succès. Il a attaqué un convoi huit jours plus tard, le 9 juillet. Il a coulé deux vapeurs armés : le Ben Lomond de 2814 tonnes, à 30 milles marins (56 km) au sud-est de Daunt Rock, et le Mars de 3550 tonnes à 74 milles marins (137 km) plus à l’ouest, au nord de Bishop Rock. Il a également subi des dommages lors d’une collision. Le 10 juillet, il a tiré avec son canon de pont sur la goélette de 339 tonnes Charles Theriault, lui causant des dommages, mais le navire a pu être remorqué jusqu’au port. Le lendemain, il a torpillé et coulé le cargo de la marine américaine USS Westover (ID-2867) de 5590 tonnes à 46° 36′ N, 12° 21′ O. Onze membres de l’équipage du Westover ont perdu la vie,. Le 13 juillet, il a coulé, avec deux torpilles, le vapeur espagnol Ramon de Larrinaga, de 3058 tonnes. À la fin de sa patrouille, le 22 juillet, il avait coulé 22000 tonnes de jauge brute.

### Cinquième patrouille
Pour sa cinquième patrouille, l'U-92 est parti le 4 septembre via le Cattégat. Le 9 septembre, il a été coulé par une mine dans la zone B du barrage de mines de la mer du Nord. Sa dernière position connue était 59° 00′ N, 1° 30′ O.

## Site de l’épave
Fin 2007, son épave a été localisée par le navire Anglian Sovereign de la Maritime and Coastguard Agency britannique.

## Affectations
- Flottille III : du 27 décembre 1917 au 9 septembre 1918.

## Commandants
- Kapitänleutnant Max Bieler[12] : du 22 octobre 1917 au 31 mai 1918.
- Kapitänleutnant Günther Ehrlich[13] : du 1er juin au 9 septembre 1918.

## Navires coulés
| Date            | Nom                | Nationalité | Tonnage | Destin.   |
| --------------- | ------------------ | ----------- | ------- | --------- |
| 4 mars 1918     | British Princess   | Royaume-Uni | 7034    | Endommagé |
| 8 juillet 1918  | Ben Lomond         | Royaume-Uni | 2814    | Coulé     |
| 8 juillet 1918  | Mars               | Royaume-Uni | 3550    | Coulé     |
| 10 juillet 1918 | Charles Theriault  | Canada      | 339     | Endommagé |
| 11 juillet 1918 | USS Westover       | US Navy     | 5769    | Coulé     |
| 13 juillet 1918 | Ramon De Larrinaga | Spain       | 3058    | Coulé     |
| 16 juillet 1918 | Vanlock            | Suède       | 770     | Coulé     |